# Danse avec moi (série télévisée)
Pour les articles homonymes, voir Danse avec moi.
Danse avec moi (Baila Comigo) est une telenovela brésilienne écrite par Manoel Carlos et diffusée entre le 16 mars et le 26 septembre 1981 sur le réseau Globo.
En France, le feuilleton a été remonté en 55 épisodes de 30 minutes et diffusé du 15 octobre au 31 décembre 1984 sur TF1, rediffusé du 20 juin au 9 septembre 1986 sur TF1 et enfin du 17 mars au 1er juin 1988 sur Antenne 2.

## Synopsis
Porto Alegre, Brésil. Helena Seixas et Joaquim Gama, jeune homme avide qui vient d'épouser une riche héritière, s'aiment profondément. Leur amour est couronné par la naissance de jumeaux, Joao Victor et Quinzinho. Mais Quim ne peut assumer cette paternité car ce serait avouer son incartade. Alors tous deux, aidé du Dr Miranda, lui-même amoureux d'Helena, vont monter un stratagème. Ils vont faire croire que les petits ont été abandonnés à la porte de l'hôpital. Quim, dont l'épouse Marta ne peut avoir d'enfant, en vient donc à adopter son propre fils, Victor, tandis qu'Helena va élever Quinzinho. Ils font le serment que les jumeaux ne sauront jamais rien de cette histoire.
Vingt-sept années ont passé. Durant ce temps, Quim et Marta, contre toute attente, ont eu une fille, Déborah, et sont partis vivre au Portugal, tandis qu'Helena et Plinio Miranda se sont mariés et ont choisi de s'installer à Rio de Janeiro. Ils ont eu eux aussi une fille, Lia.
Tout semble aller pour le mieux dans le meilleur des mondes quand, catastrophe, Marta, l'épouse de Quim, choisit le jour anniversaire de Victor pour lui avouer ce qu'elle pense être la vérité, à savoir qu'il a été adopté. Dès lors, ce dernier n'aura plus qu'une obsession, retrouver ses racines. Il s'envole ainsi pour le Brésil en quête de ses parents.
Ainsi, petit à petit, la vérité se met en marche, entre quiproquos (les deux frères sont pris l'un pour l'autre), retrouvailles émouvantes et aveux douloureux, bouleversant la vie de tous.
Mais qu'on se rassure car, comme dans les contes de fées, tout est bien qui finit bien.

## Distribution
- Tony Ramos (VF : François Leccia) : Quinzinho Miranda et João Victor Gama
- Lílian Lemmertz (pt) (VF : Julia Dancourt) : Helena Miranda
- Raul Cortez (VF : William Sabatier) : Joaquim Gama
- Tereza Rachel (pt) (VF : Paule Emanuele) : Martha Gama
- Fernando Torres (pt) (VF : Henri Labussière) : Dr Plínio Miranda
- Natália do Valle (VF : Pauline Larrieu) : Lúcia Fernandes
- Lídia Brondi (pt) (VF : Céline Monsarrat) : Mira Maia
- Fernanda Montenegro (VF : Monique Thierry) : Sílvia Fernandes
- Lauro Corona (pt) (VF : Michel Papineschi) : Caê Maia
- Beth Goulart (VF : Nadine Delanoë) : Débora Gama
- Reginaldo Faria (pt) (VF : Georges Poujouly) : Dr Saulo Martins
- Christiane Torloni (VF : Françoise Pavy) : Lia Miranda
- Betty Faria (VF : Anne Kerylen) : Joana Lobato
- Carlos Zara (pt) (VF : Georges Aminel) : Caio Fernandes
- Susana Vieira (VF : Liliane Patrick) : Paula Leme
- Cláudio Cavalcanti (pt) (VF : Pierre Fromont) : Guilherme Fonseca
- Arlete Salles (pt) : Dolores Moreira
- Otávio Augusto (pt) (VF : Roger Crouzet) : Mauro Leme
- Milton Gonçalves (pt) (VF : Pierre Saintons) : Otto Rodrigues
- Beatriz Lyra (pt) : Letícia Rodrigues
- Maria Alves (pt) : Conceição
- Miriam Pires (pt) (VF : Paula Dehelly) : Cândida Martins
- Alcione Mazzeo: Laura
- Lady Francisco: Ondina
- Maria Helena Pader: Zuleika
- Denise Dumont (pt) : Xuxa